# Yelena Gagarina
Yelena Yurievna Gagarina (em russo:  Еле́на Ю́рьевна Гага́рина; 17 de abril de 1959 - Zapolyarny, Rússia Soviética, URSS) é uma historiadora de arte russa. Ela é Diretora Geral do Museu-reserva Estatal histórico e cultural Moscow Kremlin Museums (desde 2001) e a filha mais velha do Iuri Gagarin.

## Carreira
Gagarina se formou na MSU Faculty of History; sua especialidade é focada na história da arte. Ela é membro da Comissão da Federação Russa para a UNESCO desde 16 de março de 2005.
Em 2014, ela assinou um apelo coletivo de figuras culturais da Federação Russa em apoio das políticas do Presidente Vladimir Putin na Ucrânia e Criméia.

## Vida pessoal
Gagarina é a filha mais velha do cosmonauta Soviético Iuri Gagarin. Ela cresceu no centro de treinamento Cidade das Estrelas. A imigrante estadunidense Anna Gagarina é a neta do irmão mais novo do Iuri, Boris, assim sendo a prima da Yelena.